# Rostraria smyrnacea
Rostraria smyrnacea là một loài thực vật có hoa trong họ Hòa thảo. Loài này được (Trin.) H. Scholz miêu tả khoa học đầu tiên năm 1989.

## Hình ảnh

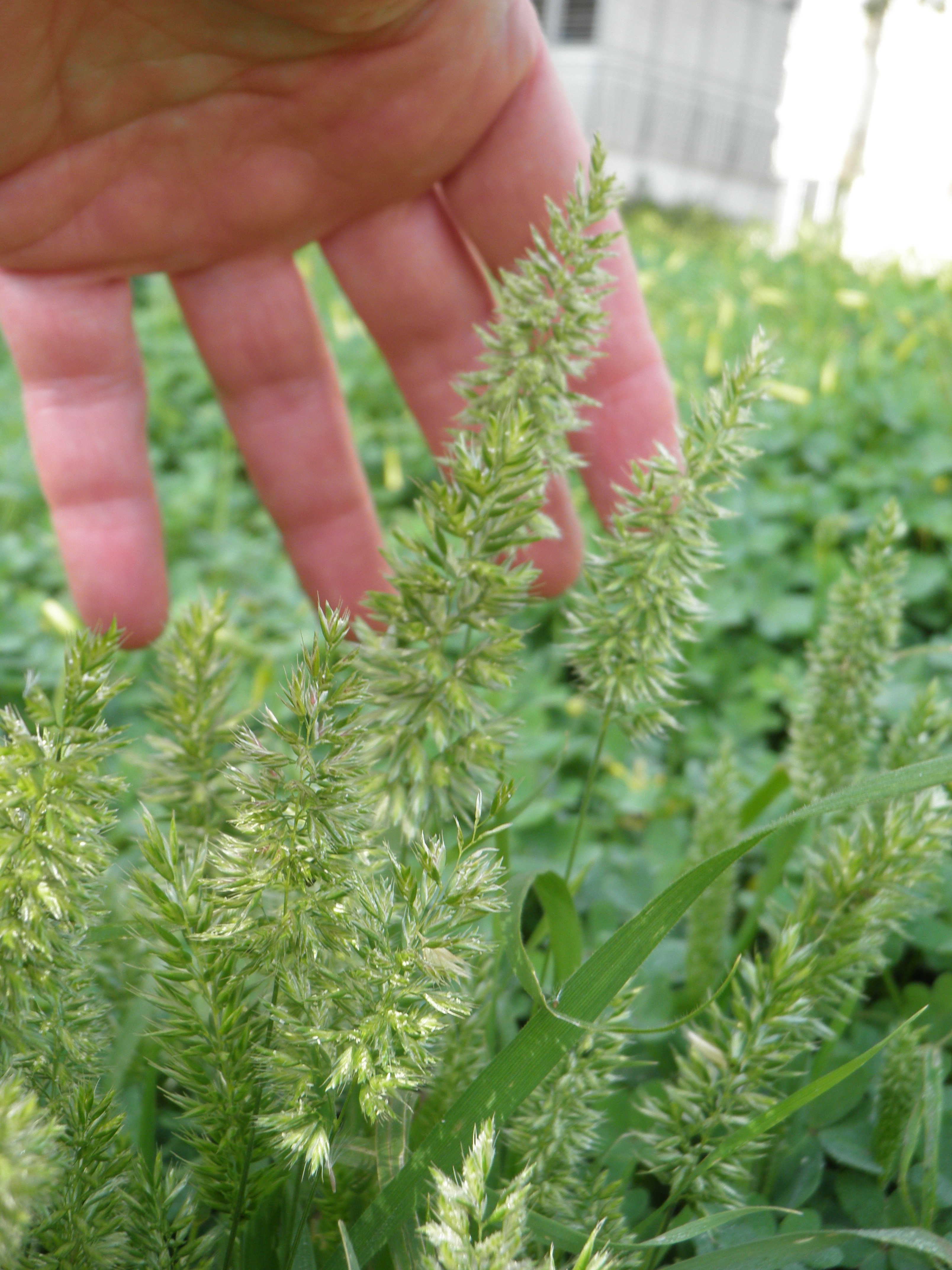
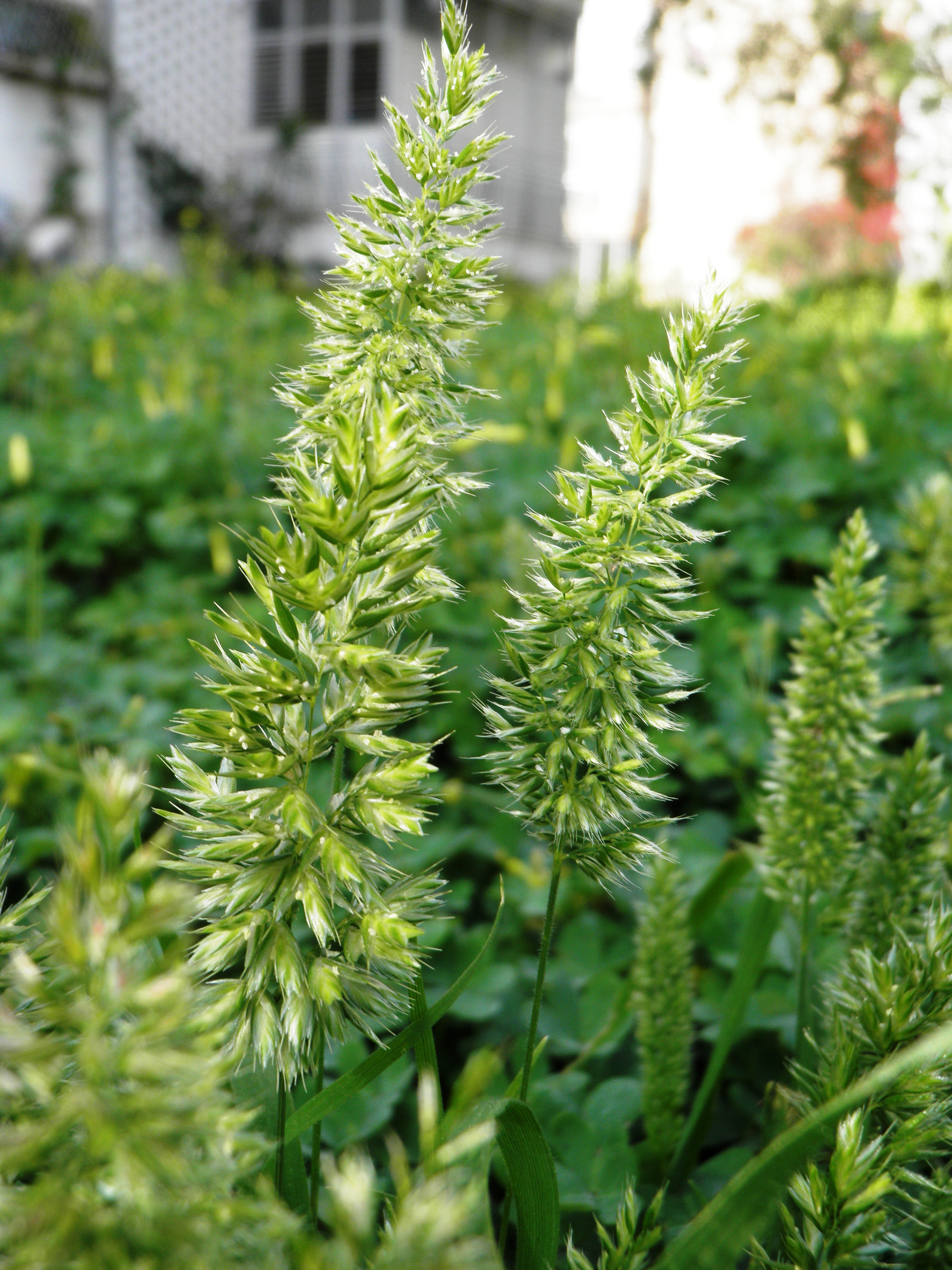
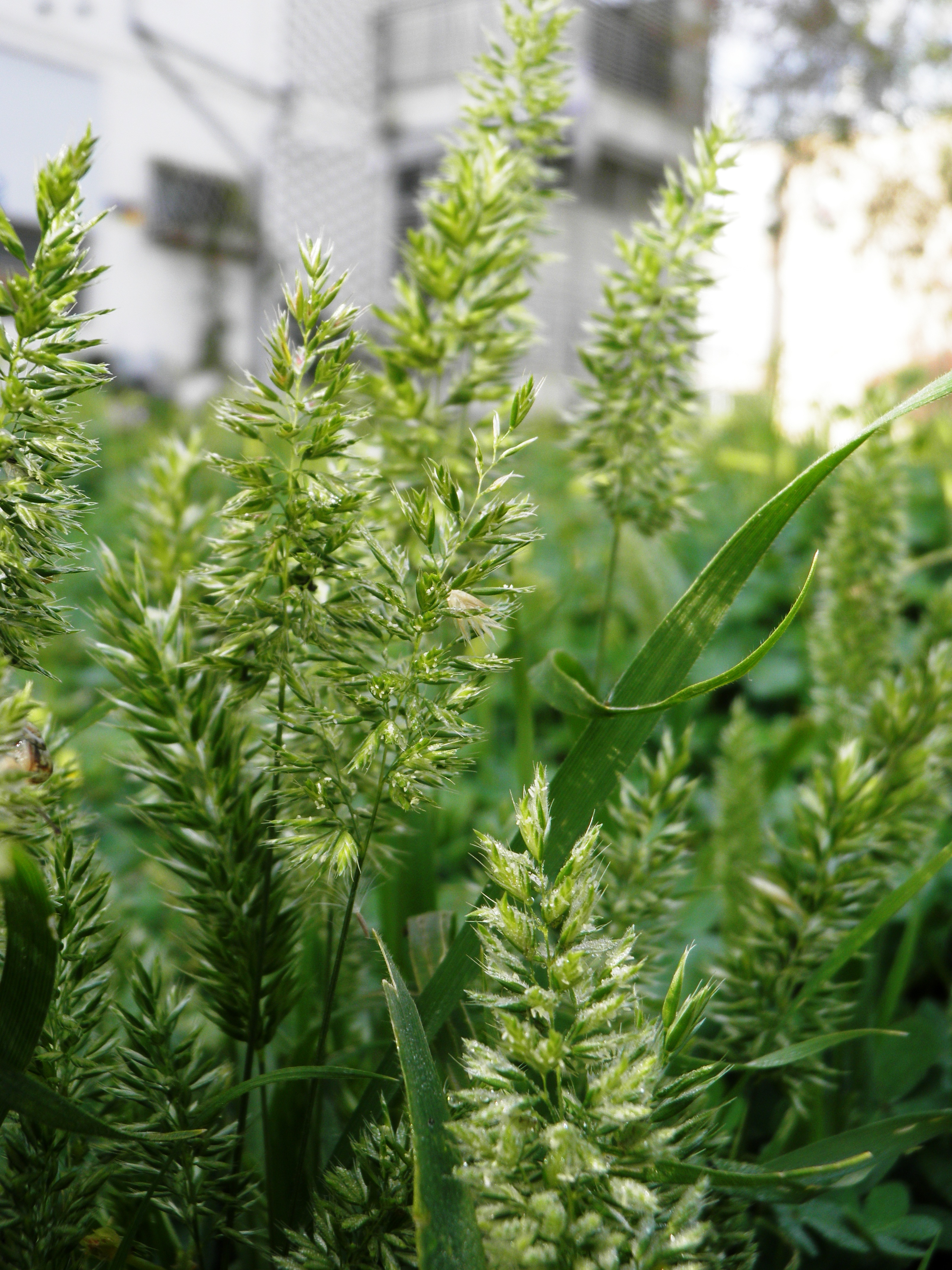
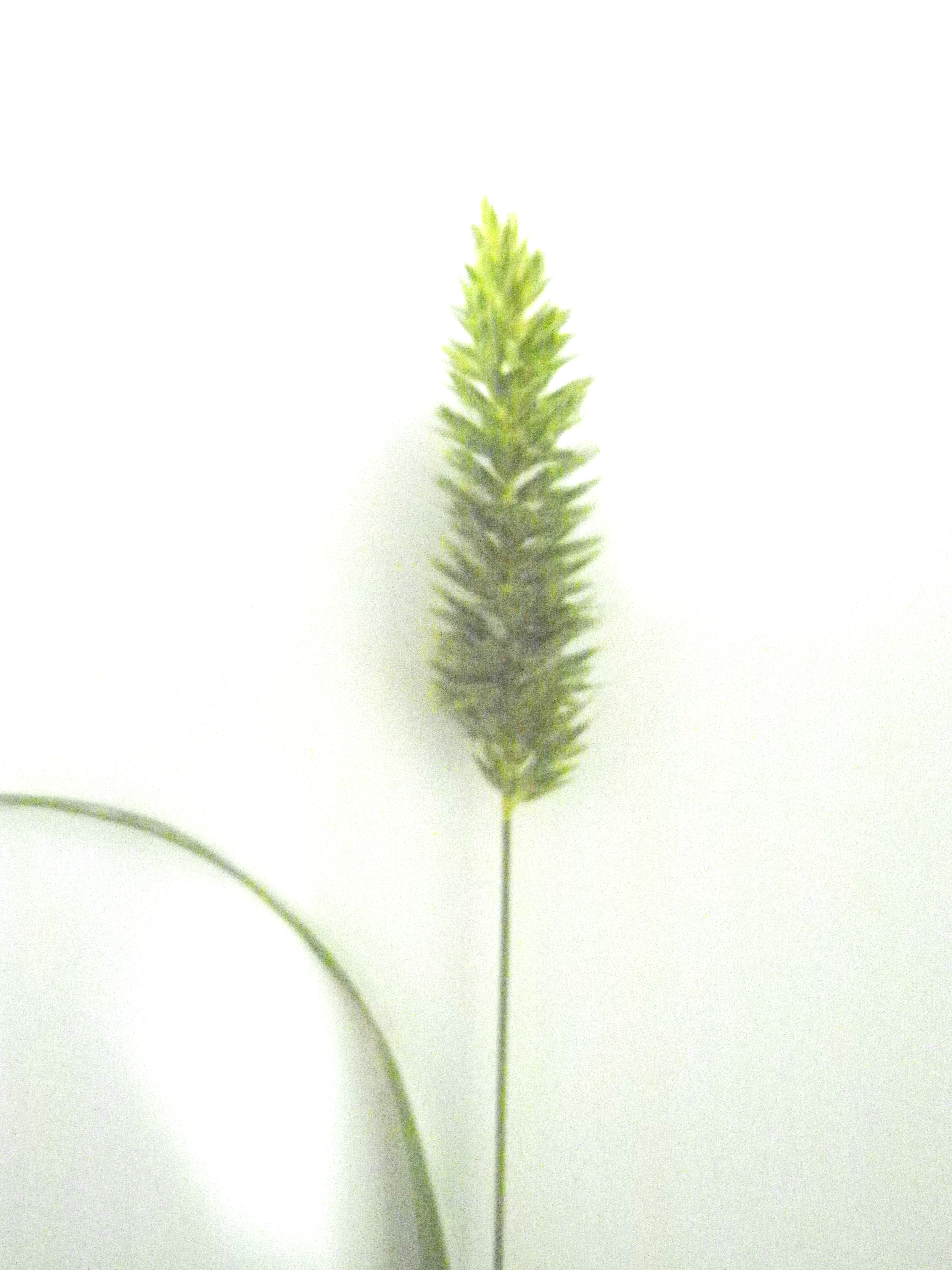